# Agara assaricus
Myscelus assaricus is een vlinder uit de familie van de dikkopjes (Hesperiidae). Deze soort is voor het eerst wetenschappelijk beschreven als Myscelus assaricus door Pieter Cramer in een publicatie uit 1779.
De soort komt voor in Zuid-Amerika, waaronder Colombia, Venezuela, Suriname, Frans-Guyana, Brazilië, Ecuador, Peru en Bolivia.